# Torksey Castle
Torksey Castle är ett slott i Storbritannien.   Det ligger i grevskapet Lincolnshire och riksdelen England, i den sydöstra delen av landet, 200 km norr om huvudstaden London. Torksey Castle ligger 5 meter över havet.
Terrängen runt Torksey Castle är platt. Runt Torksey Castle är det ganska tätbefolkat, med 104 invånare per kvadratkilometer. Närmaste större samhälle är Lincoln, 16,0 km sydost om Torksey Castle. Trakten runt Torksey Castle består till största delen av jordbruksmark.